# Енаково
Енаково — деревня в составе  Аксёльского сельского поселения Темниковского района Республики Мордовия.

## География
Находится на расстоянии примерно 16 километров на восток-юго-восток от районного центра города Темников.

## История
Упоминается с 1869 года, когда она была учтена как казенная деревня Краснослободского уезда из 19 дворов, название по фамилии бывших владельцев-служилых татар Енакиевых.

## Население
Постоянное население составляло 58 человек (татары 76%) в 2002 году, 28 в 2010 году .